# Kara Darya
Kara Darya ou Qaradaryo (em russo:  Карадарья, que significa "rio negro") é um rio afluente do Syr Darya no Quirguistão e leste do Uzbequistão. O rio é formado pela confluência do rio Kara-Kulja e do rio Tar. Há mais de 200 afluentes do Kara Darya, sendo os maiores o rio Jazy, rio Kara Unkur, rio Kegart, rio Kurshab, rio Abshir Sai, e rio Aravan Sai. O Kara Darya nasce nas montanhas Tian Shan, tem 177 km de extensão, e a sua bacia estende-se por 30111 km2. O trecho superior corre para noroeste atravessando a parte oriental da província de Osh, a sudoeste de paralelamente aos Montes Fergana. Entra no vale de Fergana e em território do Uzbequistão alguns quilómetros a oeste de Uzgen. O trecho inferior percorre o vale de Fergana, sendo usado para irrigação. No vale de Fergana conflui com o rio Naryn para formar o Syr Darya, o segundo mais longo rio da Ásia Central. O rio tem várias barragens.